# ویلیام لسکیز
ویلیام لسکیز (به انگلیسی: William Lescaze)؛ (زادۀ ۲۷ مارس ۱۸۹۶ میلادی – درگذشتۀ ۹ فوریه ۱۹۶۹ میلادی)، معمار، شهرساز و طراح صنعتی آمریکایی متولد سوئیس بود. او در زمره پیشگامان مدرنیسم در معماری آمریکا قرار دارد.
او را بخاطر شهرتش در ساخت نخستین برجهای سبک بین‌المللی می‌شناسند.
او دانش آموخته مدرسۀ پلی‌تکنیک فدرال زوریخ بود.
در ۱۹۲۹ میلادی، او به همراه جرج هاو یک شرکت مشترک معماری تأسیس کردند که مهمترین اثر آن‌ها در این سالیان، ساختمان PSFS در فیلادلفیا امروزه یک اثر میراث ملی در آمریکا است.